# Scopula simplificata
Scopula simplificata là một loài bướm đêm trong họ Geometridae.